# صفاق
الصِفاق أو البريتوان هو غشاء مصلي يبطن جوف البطن ويتكون من طبقتين: جدارية وحشوية. وهو نسيج رابط. وعمله هو الحفاظ على الأحشاء الداخلية في البطن وإيصال الدم والسائل اللمفي والأعصاب إليها.

## طبقات الغشاء المصلي البطني
يتكون الغشاء البريتوني من طبقة خارجية تبطن جدار تجويف البطن من الداخل وتسمى الصفاق الجداري
ومن طبقة داخلية تلف الاحشاء في البطن وتسمى الصفاق الحشوي، وتتصل الطبقتان مع بعضهما البعض. بين الطبقتين يوجد فراغ قليل اسمه التجويف البريتوني، وهو مملوء بسائل لزج يسمى السائل الصفاقي. وكمية هذا السائل حوالي 50 مل.
وظيفة الصفاق:
- الحفاظ على الأحشاء الداخلية في البطن.
- إيصال الدم والسائل اللمفي والأعصاب إلى الأحشاء الداخلية في البطن.

وظيفة السائل الصفاقي: يسمح لطبقتي الغشاء البريتوني بالتزحلق على بعض بحرية.

## تكون غشاء البطن المصلي في الجنين
يتكون الغشاء من الطبقة الوسطى من الطبقات الثلاثة الأساسية في الجنين وهي طبقة الأديم المتوسط. من هذه الطبقة ينشأ الغشاء المصلي البطني بطبقتيه الخارجية والداخلية.

## أهمية الغشاء البريتوني
يحيط بالأحشاء التي في البطن فتنتقل عبره الأوعية الدموية واللمفية والأعصاب فهو يوصل الغذاء والأكسجين للأحشاء ويوفر لها الحماية.

## التجهيز العصبي للغشاء البريتوني
تستلم الطبقة الخارجية من الغشاء البريتوني أعصابا مثل أعصاب الجدار البطني، أما الطبقة الداخلية من الغشاء البريتوني فهي تستلم أعصاب مثل الأحشاء في البطن. لذلك فإنه عند التهاب الزائدة الدودية فإن الإنسان يشعر بألم غامض لا يستطيع تحديد مكانه بالضبط ويكون الألم حول السرة وذلك لأن الطبقة الداخلية من الغشاء البريتوني هي المتأثرة بالالتهاب. بعد ذلك ينتقل الالتهاب إلى الطبقة الخارجية من البريتون فيشعر الإنسان بألم حاد في مكان الالتهاب أي أسفل البطن في الجهة اليمنى (على الأغلب) ويكون الألم واضحا وحادا بحيث إن الإنسان يخاف أن يتحرك لأن الحركة تزيد الألم.

## حالات مرضية
- وجود هواء في التجويف البريتوني: هذا يحدث إذا حصل ثقب في المعدة أو الأمعاء وهو حالة تستدعي الرعاية الطبية المكثفة.
- التهاب الغشاء البريتوني: هذا يحدث عند انتقال البكتيريا من أحد الأحشاء إلى الغشاء البريتوني المحيط بها (كما هو الحال في التهاب الزائدة الدودية). وهذه حالة طارئة تستدعي التدخل الطبي السريع.
- الاستسقاء: أي وجود سائل كثير في التجويف البريتوني بسبب أمراض مثل أمراض الكبد أو الأمراض الخبيثة.

### غسيل الدم عن طريق الغشاء البريتوني
في حالة تعطل عمل الكليتين ممكن عمل غسل للدم عن طريق الغشاء البريتوني. حيث يمرر سائل فيه جلوكوز بواسطة أنبوب إلى الغشاء البريتوني ويترك السائل بعض الوقت ثم يسحب مرة أخرى. الفكرة هي أن الغشاء البريتوني غني بالشرايين والأوردة ولذلك فإنه سيحصل تبادل بين الدم والسائل الموجود في داخل التجويف البريتوني وبسحب السائل تسحب الفضلات التي تجمعت فيه.

## أعضاء داخل الغشاء البريتوني
تكون هذه الأعضاء متحركة وهي مثل الأمعاء الدقيقة
أعضاء تقع خلف الغشاء البريتوني:
مثل الكلى والجزء الأكبر من الإثني عشر وهي ثابتة نسبيا.

## معرض صور

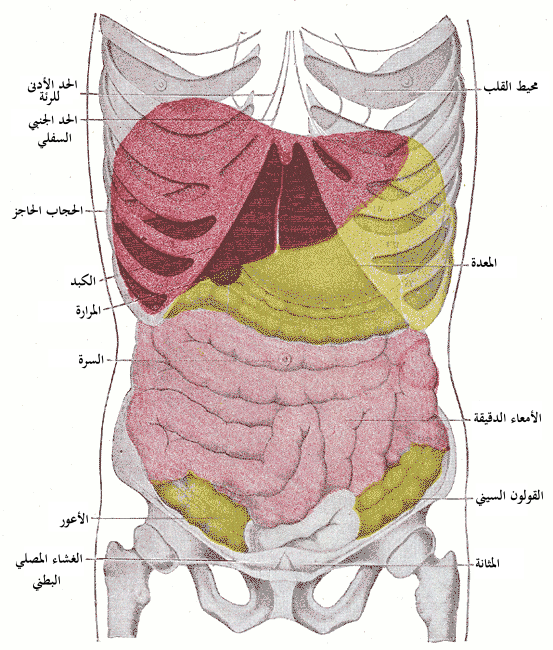
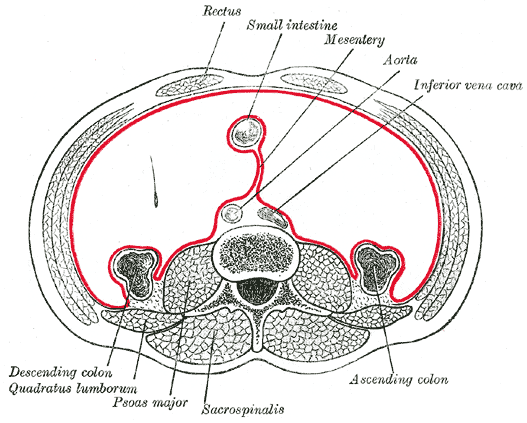
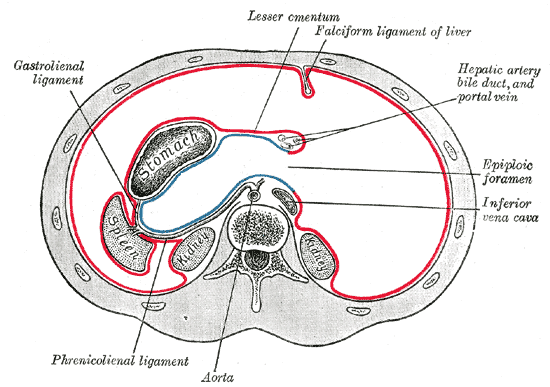
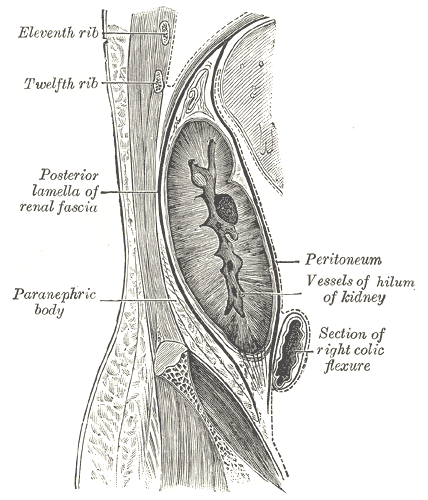
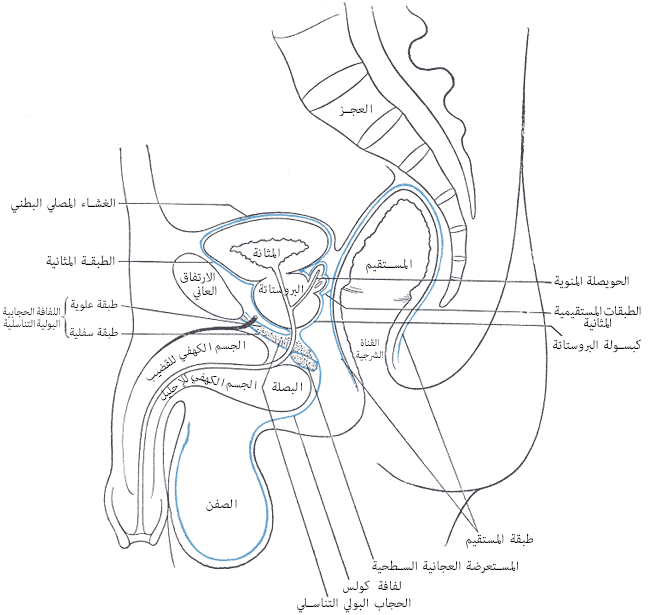